# Biserica de lemn din Sărata, Neamț

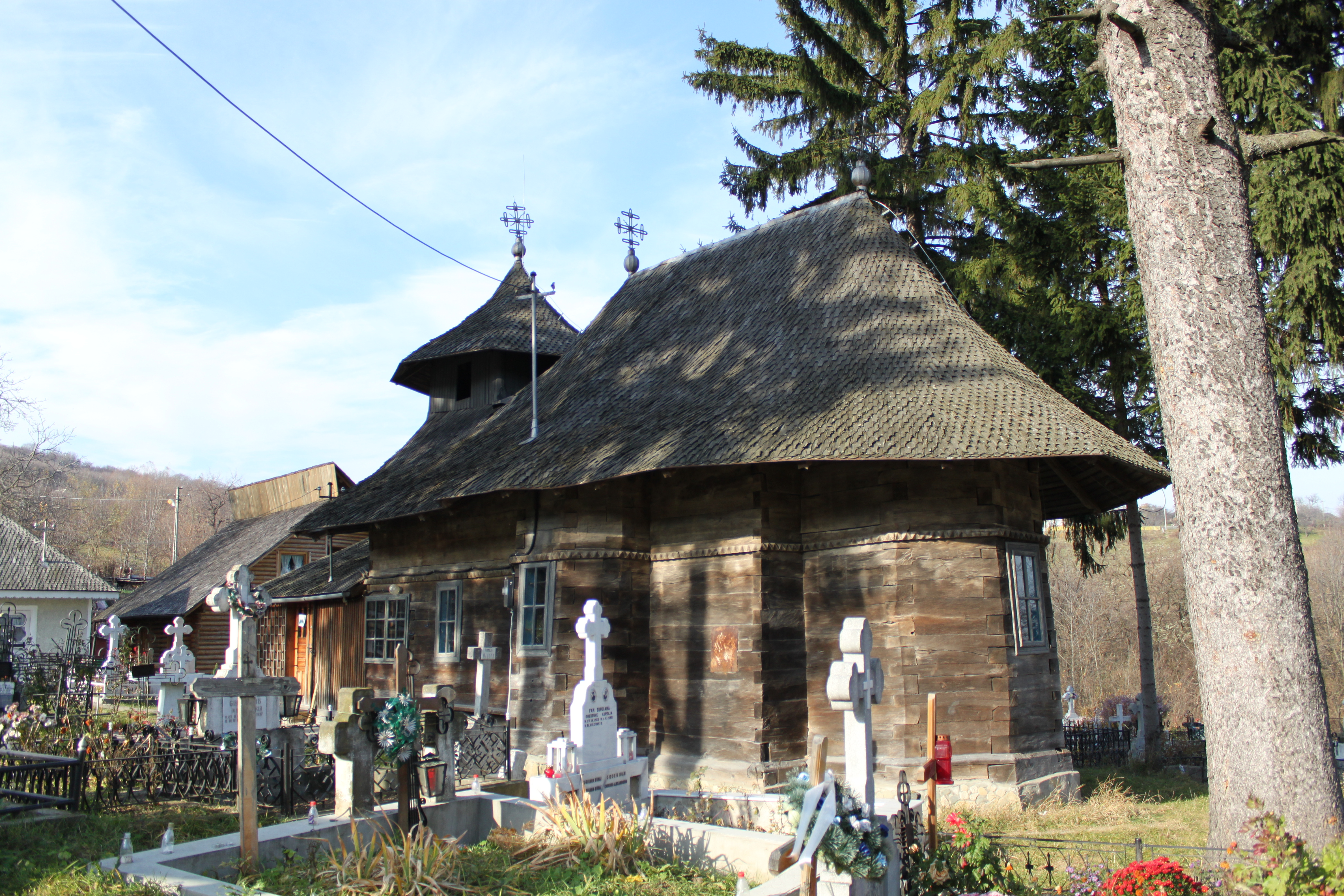
Biserica de lemn din Sărata, judeţul Neamţ

Biserica de lemn din Sărata, comuna Dobreni, județul Neamț  este un monument istoric cu cod LMI NT-II-m-B-10700.